# 藤生善久
藤生 善久（ふじお/ふじう よしひさ）は、戦国時代から安土桃山時代にかけての武将。由良氏（横瀬氏）の家臣。後に上野国柄杓山城（桐生城）代・道原城代・老寄衆。群馬県桐生市付近に伝わる民話では「藤生紀伊守」として登場するので同地区ではそちらの呼び名の方が有名。

## 略歴
天文16年（1547年）、誕生。
知勇と文武に優れた武将といわれ、由良国繁にも文武の道を説いている。渡瀬繁詮の家老も歴任した。
天正元年（1573年）3月12日、桐生氏を相手にした戦いにて由良氏側の指揮を執り勝利する。天正10年（1582年）11月、「藤生紀伊守言上之事」として十二ヶ条の教えを記す。天正11年（1583年）、広沢大雄院を建立した。
天正18年（1590年）8月7日、死去。

## その他
- 現在でも群馬県の新田郡周辺には藤生姓が多い。
- 桐生市付近に伝わる民話では、正月に旧友の家で夕刻まで飲み明かした紀伊守は千鳥足で帰宅し、自宅前まで辿り着いたところ門松の影から刺客に矢で射られそのままこの世を去ったという話が伝わっている。
  - この一件以来、藤生家では「正月に門松を立ててはならぬ」という家訓ができ、平成の今でも守りついでいるという。
  - だが実際に紀伊守つまり藤生善久が死去したのは8月7日であり、この話には疑うべき所も多い。